# Alma de sacrificio
Alma de sacrificio (título en inglés: So Big) es una película dramática estadounidense de 1932 dirigida por William A. Wellman y protagonizada por Barbara Stanwyck. El guion de J. Grubb Alexander y Robert Lord está basado en la novela homónima ganadora del Premio Pulitzer de 1924 , escrita por Edna Ferber.

## Sinopsis
Tras la muerte de su madre, Selina Peake y su padre, Simeon, se trasladan a Chicago , donde ella se matricula para terminar la escuela. Su padre muere, dejándola sin un centavo, y la amiga de Selina, Julie Hemple, la ayuda a encontrar un trabajo como maestra de escuela en una pequeña comunidad holandesa. Selina se muda con la familia Poole y es tutora de su hijo Roelf. Selina finalmente se casa con el granjero inmigrante Pervus De Jong y da a luz a Dirk, apodado "So Big", quien se convierte en el foco principal de su vida. Cuando Pervus muere, Selina lucha por mantener la granja a flote para poder financiar la educación de su hijo, con la esperanza de que se convierta en arquitecto.

## Reparto
- Barbara Stanwyck como Selina Peake
- George Brent como Roelf Pool
- Dickie Moore como Dirk De Jong (joven)
- Bette Davis como Dallas O'Mara
- Mae Madison como Julie Hempel
- Hardie Albright como Dirk De Jong
- Alan Hale, Sr. como Klass Poole
- Earle Foxe como Pervus De Jong
- Robert Warwick como Simeon Peake
- Dorothy Peterson como Maartje Pool
- Noel Francis como Mabel
- Dick Winslow como Roelf, 12 años
- Lionel Belmore como el reverendo Dekker (no acreditado)
- Olin Howland como Jacob Pogadunk
- John Larkin como Jeff (no acreditado)
- Elizabeth Patterson como Tebbit (no acreditada)

## Crítica
Andre Sennwald de The New York Times calificó la película como "un tratamiento fiel y metódico de la novela de Miss Ferber, pero sin fuego ni drama ni la vitalidad del original". Y añadió: "La señorita Stanwyck, una excelente actriz, parece no ser la adecuada para un papel que la lleva a pasos acelerados desde la niñez hasta la vejez; un papel en el que se le pide que exprese la ruda grandeza y la belleza de una vida bien vivida desde detrás de una máscara de pintura... El pequeño Dickie Moore es encantador como el So Big más joven. Bette Davis... es inusualmente competente".